# Frank Goudie
Frank „Big Boy“ Goudie (* 13. September 1899 in Youngsville, Louisiana; † 9. Januar 1964 in San Francisco, Kalifornien) war ein US-amerikanischer Jazz-Klarinettist, Tenorsaxophonist und Sänger des New Orleans Jazz und des Swing. 

## Leben und Wirken
Frank Goudie begann seine Karriere als Trompeter und arbeitete in den 1910er und den frühen 1920er Jahren in New Orleans, wo er in der Tuxedo Jazz Band von Papa Celestin spielte; verbrachte danach ab 1925 fünfzehn Jahre in Europa, wo er zunächst mit Sam Wooding auftrat und 1930 in London mit Noble Sissle ins Studio ging. 1933 spielte er in Paris bei Freddy Johnson und Arthur Briggs. Im August 1935 entstanden in Paris zwei Aufnahmen unter eigenem Namen mit Django Reinhardt (die Rhythmusgruppe bestand aus Joseph Reinhardt, Sigismond Beck und Jerry Mengo). Dann gehörte er zum Orchester von Willie Lewis. In der Combo von Bill Coleman (mit Django Reinhardt) entstanden am 19. November 1937 in Paris die Titel Big Boy Blues, I Ain’t Got Nobody, Swing Guitars und Baby Won’t You Please Come Home. In Europa arbeitete er u. a. mit Noble Sissle (1931), Freddy Johnson (1933/34), in Paris mit Oscar Alemán und Willie Lewis. Unter eigenem Namen spielte er im Mai 1939 fünf Titel für Swing ein (mit Jack Butler,  André Ekyan, Joe Turner, Wilson Myers und Tommy Benford).
1940 emigrierte er nach Lateinamerika, wo er vor allem im Rio de Janeiro lebte, bevor er 1946 nach Frankreich zurückkehrte, wo er einige 78er für Swing einspielte, und mit Arthur Briggs und wieder mit Bill Coleman sowie mit Sidney Bechet arbeitete. Zwischen 1951 und 1956 leitete er seine eigene Gruppe in Berlin; 1952 und 1953 spielte er mehrere Titel für Columbia ein (zu seinen Allstars gehörten unter anderem Hawe Schneider, Helmuth Wernicke und Günter Kiesant). Nach Tourneen in Jugoslawien und der Schweiz kehrte er 1957 nach San Francisco zurück, wo er mit lokalen Musikern und Earl Hines spielte. Anfang der 1960er Jahre nahm er mit dem Trompeter Amos White ein Album mit Tanzmusik im New-Orleans-Jazzstil auf.

## Aufnahmen (Auswahl)
- Frank „Big Boy“ Goudie with Amos White (American Music, 1960/61)
- Bill Coleman: 1938–1939 (Classics)
- Django Reinhardt: 1939–1940 (Classics)